# 艾克與蒂娜·透娜
艾克與蒂娜·透娜是由美國音樂家夫妻對艾克·特纳和蒂娜·透娜所組成的音樂創作、製作與演唱雙人組。活躍於1960年代至1970年代中末期，《滾石雜誌》將他們名列為「史上二十大音樂雙人組」中的第二名。
始於1960年，兩人與艾克的伴奏樂團節奏之王和伴唱組合艾克特合唱團在自家的艾克與蒂娜·透娜劇場（Ike & Tina Turner Revue）中演出。他們的現場表演被視為「R&B歷史上最有力的現場演出之一」，其吸睛的風格與詹姆士·布朗和知名之火不相上下。
雙人組早期的歌曲如〈A Fool in Love〉、〈It's Gonna Work Out Fine〉和〈I Idolize You〉都是靈魂樂在流派發展上的重要轉捩點。兩人後期則因對搖滾歌曲的重新編曲而著稱，例如〈Come Together〉、〈Honky Tonk Women〉和〈Proud Mary〉，後者還讓他們於1972年贏得一座葛萊美獎。兩人在1976年斷絕了彼此的事業與情感關係，並在兩年後正式簽字離婚。
艾克與蒂娜·透娜於1991年入選搖滾名人堂。他們一共有兩首歌入選葛萊美名曲堂：〈River Deep – Mountain High〉和〈Proud Mary〉。

## 作品精選

### 錄音室專輯
- 《The Soul of Ike & Tina Turner（英语：The Soul of Ike & Tina Turner）》（1961年2月）
- 《Dynamite!（英语：Dynamite (Ike & Tina Turner album)）》（1962年5月）
- 《Don't Play Me Cheap（英语：Don't Play Me Cheap）》（1963年2月）
- 《It's Gonna Work Out Fine（英语：It's Gonna Work Out Fine (album)）》（1963年6月）
- 《Get It – Get It（英语：Get It – Get It）》（1966年）
- 《River Deep – Mountain High（英语：River Deep – Mountain High (album)）》（1966年9月）
- 《So Fine（英语：So Fine (Ike & Tina Turner album)）》（1968年7月）
- 《Outta Season（英语：Outta Season (album)）》（1969年3月）
- 《Cussin', Cryin' & Carryin' On（英语：Cussin', Cryin' & Carryin' On）》（1969年8月）
- 《The Hunter（英语：The Hunter (Ike & Tina Turner album)）》（1969年10月）
- 《Come Together（英语：Come Together (Ike & Tina Turner album)）》（1970年5月）
- 《Workin' Together（英语：Workin' Together）》（1970年11月）
- 《'Nuff Said（英语：'Nuff Said (Ike & Tina Turner album)）》（1971年11月）
- 《Feel Good（英语：Feel Good (Ike & Tina Turner album)）》（1972年7月）
- 《Let Me Touch Your Mind（英语：Let Me Touch Your Mind）》（1973年1月）
- 《Nutbush City Limits（英语：Nutbush City Limits (album)）》（1973年11月）
- 《The Gospel According to Ike & Tina（英语：The Gospel According to Ike & Tina）》（1974年4月）
- 《Sweet Rhode Island Red（英语：Sweet Rhode Island Red）》（1974年10月）
- 《Delilah's Power（英语：Delilah's Power）》（1977年）
- 《Airwaves（英语：Airwaves (Ike & Tina Turner album)）》（1978年）
- 《The Edge（英语：The Edge (Ike Turner album)）》（1980年）

### 現場專輯
- 《Ike & Tina Turner Revue Live（英语：Ike & Tina Turner Revue Live）》（1964年11月）
- 《Live! The Ike & Tina Turner Show（英语：Live! The Ike & Tina Turner Show）》（1965年1月）
- 《The Ike & Tina Turner Show (Vol. 2)（英语：Live! The Ike & Tina Turner Show#The Ike & Tina Turner Show (Vol. 2)）》（1967年2月）
- 《In Person（英语：In Person (Ike & Tina Turner album)）》（1969年6月）
- 《Ike & Tina Turner's Festival of Live Performances（英语：Ike & Tina Turner's Festival of Live Performances）》（1970年1月）
- 《Live in Paris – Olympia 1971（英语：Live in Paris – Olympia 1971）》（1970年1月）
- 《What You Hear Is What You Get - Live at Carnegie Hall（英语：What You Hear Is What You Get - Live at Carnegie Hall）》（1971年7月）
- 《Live! The World of Ike & Tina（英语：Live! The World of Ike & Tina）》（1973年9月）

### 精選輯/合輯專輯
- 《The Greatest Hits of Ike & Tina Turner（英语：The Greatest Hits of Ike & Tina Turner）》（1965年3月）
- 《The Soul of Ike & Tina（英语：The Soul of Ike & Tina）》（1966年）
- 《Greatest Hits（英语：Greatest Hits (Ike & Tina Turner album)）》（1976年3月）
- 《Get Back（英语：Get Back (Ike & Tina Turner album)）》（1985年3月）
- 《Golden Empire（英语：Golden Empire (Ike & Tina Turner album)）》（1985年11月）
- 《Proud Mary: The Best of Ike & Tina Turner（英语：Proud Mary: The Best of Ike & Tina Turner）》（1991年3月18日）
- 《Bold Soul Sister: The Best of the Blue Thumb Recordings》（1997年7月15日）
- 《The Kent Years（英语：The Soul of Ike & Tina#The Kent Years）》（2000年5月）
- 《Funkier Than a Mosquito's Tweeter（英语：Funkier Than a Mosquito's Tweeter）》（2002年7月2日）
- 《His Woman, Her Man: The Ike Turner Diaries（英语：His Woman, Her Man: The Ike Turner Diaries）》（2004年5月4日）
- 《The Ike & Tina Turner Story: 1960–1975（英语：The Ike & Tina Turner Story: 1960–1975）》（2007年10月2日）
- 《The Complete Pompeii Recordings 1968–1969》（2016年9月23日）

### 影片專輯
- 《The Ike & Tina Turner Show》（1986年）
- 《The Best of MusikLaden Live（英语：The Best of MusikLaden Live）》（1999年）
- 《The Legends Ike & Tina Turner Live in '71（英语：The Legends Ike & Tina Turner Live in '71）》（2004年11月2日）
- 《Nutbush City Limits》（2009年）

## 影視作品
- 《The Big T.N.T. Show（英语：The Big T.N.T. Show）》（1966年）
- 《It's Your Thing（英语：It's Your Thing (film)）》（1970年8月21日）
- 《變調搖滾樂（英语：Gimme Shelter (1970 film)）》（1970年12月6日）
- 《Soul To Soul（英语：Soul to Soul (film)）》（1971年）
- 《逃家（英语：Taking Off (film)）》（1971年3月28日）
- 《Good Vibrations from Central Park（英语：Schaefer Music Festival#Good Vibrations from Central Park (1971)）》（1971年）
- 《Poiret est à vous》（1975年）
- 《Ike & Tina on the Road: 1971–72（英语：Ike & Tina on the Road: 1971–72）》（2012年11月20日）